# Corunastylis
Corunastylis é um género botânico pertencente à família das orquídeas (Orchidaceae).